# Arnt Ove Grønbech
Arnt Ove Gronbech, detto A.O., noto anche con lo pseudonimo di Obsidian Claw (Norvegia, 1978), è un chitarrista norvegese, fondatore della epic black metal band Keep of Kalessin.
Dopo aver fondato la band nel 1994, ha anche lavorato negli Headspin e come tour musician dal 2003 al 2006 per i connazionali Satyricon.
Attualmente è considerato uno dei chitarristi più tecnici della scena black metal.

## Discografia

### Album in studio (con Keep of Kalessin)
- 1997 - Through Times of War
- 1999 - Agnen: A Journey Through the Dark
- 2003 - Reclaim (EP)
- 2006 - Armada
- 2008 - Kolossus
- 2015 - Epistemology
- 2023 - Katharsis

### Demo (con Ildskjaer, ora Keep of Kalessin)
- 1995 - Skygger Av Sorg